# Mount Arthur Meighen
Mount Arthur Meighen är ett berg i Kanada.   Det ligger i provinsen British Columbia, i den centrala delen av landet, 3 200 km väster om huvudstaden Ottawa. Toppen på Mount Arthur Meighen är 3 205 meter över havet, eller 404 meter över den omgivande terrängen. Bredden vid basen är 3,3 km. Mount Arthur Meighen ingår i Cariboo Mountains.
Terrängen runt Mount Arthur Meighen är huvudsakligen bergig.Trakten runt Mount Arthur Meighen är nära nog obefolkad, med mindre än två invånare per kvadratkilometer.. Det finns inga samhällen i närheten. 
Trakten runt Mount Arthur Meighen är permanent täckt av is och snö.